# La Jeune Pécheresse
Pour plus de détails, voir Fiche technique et Distribution.
La Jeune Pécheresse (titre original : Die junge Sünderin) est un film allemand réalisé par Rudolf Jugert sorti en 1960.

## Synopsis
Pendant la Seconde Guerre mondiale, deux filles naissent dans la même maison : le richissime Werner Ortmann devient le père de Carola. Dans l'appartement du sous-sol, Anna Reck a donné naissance à son deuxième enfant, la petite Eva, peu de temps après que son mari fut appelé pour le front. Trois ans plus tard, les filles fêtent leur anniversaire ensemble chez les Ortmann et la famille apprend que le père Reck est décédé au front. Cinq ans plus tard, la paix est revenue. La veuve Anna Reck et ses deux enfants Eva et Ludwig ont fui vers le village avec les Ortmann, où ils sont restés jusqu'à la fin de la guerre. Les filles sont les meilleures amies, alors Marthe Ortmann propose à Anna de déménager à Berlin avec sa famille.
Les années passent et Eva et Carola sont devenues deux adolescentes, entre-temps la mère de Carola est décédée. Eva et Carola passent leurs vacances à l'auberge scolaire de campagne à Dennerheide, où Carola essaie juste de surmonter son premier mal d'amour. Le jeune Horst a rompu avec elle et profite de l'occasion pour harceler Eva. Elle se défend et est finalement publiquement accusée de flirter par Horst. Parce que Carola ne croit pas ses protestations d'innocence, Eva emballe ses affaires. Eva est également expulsée de l'école pour son comportement supposé et est trop fière pour revenir lorsque son innocence est révélée. Elle commence à travailler comme sténodactylographe à Berlin, mais n'est pas promue lorsqu'elle refuse à son patron un week-end ensemble. Après une réconciliation avec Carola, les deux jeunes femmes fêtent ensemble leurs 19 ans. Non seulement Werner Ortmann est impressionné par la jeune et belle Eva, mais aussi par de nombreux invités d'anniversaire, qu'Eva tient à distance. Elle rencontre le millionnaire Alfred Schott, qui ne se présente pas à elle mais qui est charmant. Carola avoue à Eva qu'elle a un amant secret, l'astronome Robert, qu'elle ne peut pas épouser, car il étudie encore. Elle propose également à Eva d'emménager dans sa villa et de vivre dans la chambre d'amis lors d'une formation prévue d'un an pour devenir interprète. Ravi, Eva accepte l'offre.
Le jour où elle emménage, Eva rencontre la nouvelle compagne de Werner, Isa Sensbach. Cette dernière devient jalouse d'Eva, car Werner passe de plus en plus de temps avec Eva. Eva croit bientôt que Werner l'aime et fait déjà des plans de mariage. Isa part jalousement vers Florence. Eva est d'autant plus déçue qu'un jour, Werner lui présente un appartement entièrement meublé dans lequel elle pourra emménager et où ils pourront se retrouver tous les deux en secret à l'avenir. Eva quitte Werner parce qu'elle ne veut pas être son amante. Le soir, elle se saoule fortement dans un bar et est par hasard aperçue par Alfred Schott, qui la ramène chez elle. Il prend soin d'elle et la gifle lorsqu'elle s'offre cyniquement à lui contre de l'argent. Le lendemain, ils s'excusent tous les deux auprès de l'autre.
Werner et Carola se rendent chez leurs parents parce qu'ils sont malades. Avec le temps, une carte arrive de Robert annonçant son arrivée. Eva vient le chercher à la gare et ils passent la journée ensemble. Ils finissent par s'embrasser, Robert veut quitter Carola pour Eva. Eva se rend compte qu'elle ne peut pas voler son petit ami à Carola et ment à Robert en lui disant qu'elle a un riche admirateur qui lui a même acheté un appartement. Elle demande alors à Alfred Schott de l'envoyer dans l'une de ses entreprises au Canada, car elle veut quitter Berlin. Quelque temps plus tard, Werner Ortmann et Isa Sensbach se marient ; Carola et Robert se fiancent. Alfred Schott annonce qu'il va à une fête avec sa fiancée, qu'il a épousée au Canada : il s'agit d'Eva. Malgré son argent, elle ne voulait pas l'épouser au début, alors il a dû lui proposer trois fois avant qu'elle n'accepte. Eva avoue à Robert, qui sait maintenant qu'elle lui a menti, qu'elle est heureuse.

## Fiche technique
- Titre : La Jeune Pécheresse
- Titre original : Die junge Sünderin
- Réalisation : Rudolf Jugert
- Scénario : Maria von der Osten-Sacken (de), Peter Berneis
- Musique : Ernst Simon
- Direction artistique : Herta Hareiter, Otto Pischinger
- Costumes : Trude Ulrich
- Photographie : Ekkehard Kyrath, Werner M. Lenz (de)
- Son : Hans Joachim Richter
- Montage : Aribert Geier
- Production : Kurt Ulrich
- Société de production : Kurt Ulrich Filmproduktion
- Société de distribution : Europa-Filmverleih AG
- Pays d'origine :  Allemagne de l'Ouest
- Langue : allemand
- Format : Noir et blanc - 1,66:1 - Mono - 35 mm
- Genre : Drame
- Durée : 93 minutes
- Dates de sortie :
  -  Allemagne de l'Ouest : 28 octobre 1960.
  -  Autriche : 10 février 1961.
  -  France : 23 février 1962[1].
  -  Mexique : 19 juin 1962.

## Distribution
- Karin Baal : Eva Reck
- Vera Tschechowa : Carola
- Rudolf Prack : Werner Ortmann
- Paul Hubschmid : Alfred Schott
- Grethe Weiser : Anna Reck
- Inge Egger (de) : Marthe Ortmann
- Rainer Brandt : Robert
- Lore Hartling : Isa Sensbach
- Peter Thom (de) : Ludwig Reck
- Peter Vogel (de) : Erich Kolp
- Ruth Nimbach (de) : Mlle Werth
- Bum Krüger (de) : Hehedorn
- Hans Richter : Müller
- Albert Bessler : Scharwitz

## Production
Le film La Jeune Pécheresse est tourné à Berlin et dans le studio de Göttingen.

## Récompense
Karin Baal remporte le Bambi du meilleur espoir féminin en 1961.